# 大浜方栄
大浜 方栄（おおはま ほうえい、大濱方榮、1927年10月27日 - 2014年4月28日）は、日本の政治家、医師。位階は従四位。
社会福祉法人・医療法人・財団法人おもと会理事長。元自由民主党参議院議員。
1980年の第12回参議院議員通常選挙（沖縄地方区）に保守系無所属で立候補するも、革新共闘会議の喜屋武真栄に敗北。その後、1983年の第13回参議院議員通常選挙（比例区）で初当選、2期務める。派閥は平成研究会（竹下派→小渕派）。
2014年4月28日午前0時47分、老衰のため沖縄県那覇市の大浜第一病院で死去。86歳没。叙従四位。

## 経歴
- 1927年 沖縄県石垣市大川で生まれる
- 1945年 沖縄県立第二中学校（現・沖縄県立那覇高等学校）卒業
- 1950年 熊本医科大学附属医学専門部（現・熊本大学医学部）卒業
- 1959年 大浜外科医院設立。医学博士
- 1963年 大浜病院設立
- 1972年 社会福祉法人おもと会設立。沖縄県医師会会長（1983年まで6期）
- 1973年 沖縄県教育委員
- 1977年 医療法人おもと会設立。沖縄県教育委員長
- 1983年 参議院議員初当選
- 1990年 財団法人おもと会設立
- 1995年 政界引退
- 2001年 勲二等瑞宝章受章
- 2014年 永眠

## 著書
- 『教師は学力低下の最大責任者』（エール出版社、1979年）
- 『日本のエイズ―世界的「死病」とのたたかい』（サイマル出版会、1988年）
- 『真相 医者のひそひそ話―お年寄りの理想郷作りと反対派との闘いの内幕』（エール出版社、1996年）